# Deserto e semideserto del golfo di Oman
Il deserto e semideserto del golfo di Oman è un'ecoregione dell'ecozona afrotropicale, definita dal WWF (codice ecoregione: AT1306), che si estende all'estremità nord-orientale della penisola arabica.

## Territorio
Nell'Oman questa ecoregione comprende la penisola del Musandam, enclave omanita all'interno degli Emirati Arabi Uniti sullo stretto di Hormuz, porta di ingresso per il golfo Persico. Nell'Oman vero e proprio include la pianura costiera della regione di al-Batina sul golfo di Oman, proseguendo oltre Mascate fino alle spiagge e alle dune della regione di al-Sharqiyya. Da capo Ras al Hadd corre verso sud lungo la costa fino alla desertica isola di Masirah. Ad essa appartiene inoltre una striscia nell'entroterra che corre lungo il versante sud-occidentale dei monti Al Hajar. Negli Emirati Arabi Uniti essa ricopre le pianure intorno ai monti Al Hajar nell'est del paese, negli emirati di Dubai, Sharja e Ras al-Khaima, e la costa della regione di al-Batina attorno Fujaira.
Questa arida ecoregione comprende vari habitat, tra cui paludi di mangrovie, lagune e distese di fango sulla costa, e pianure dal fondo ghiaioso e savane con alberi spinosi di acacia nell'interno, su cui svettano sullo sfondo i monti del Musandam e i monti Al Hajar. Il clima è caldo e secco, con temperature che possono raggiungere i 49 °C e piogge molto scarse, specialmente lungo la costa degli Emirati Arabi che si affaccia sul golfo Persico. Lungo entrambe le coste del golfo di Oman le piogge sono più consistenti e vi è maggiore umidità.

## Flora

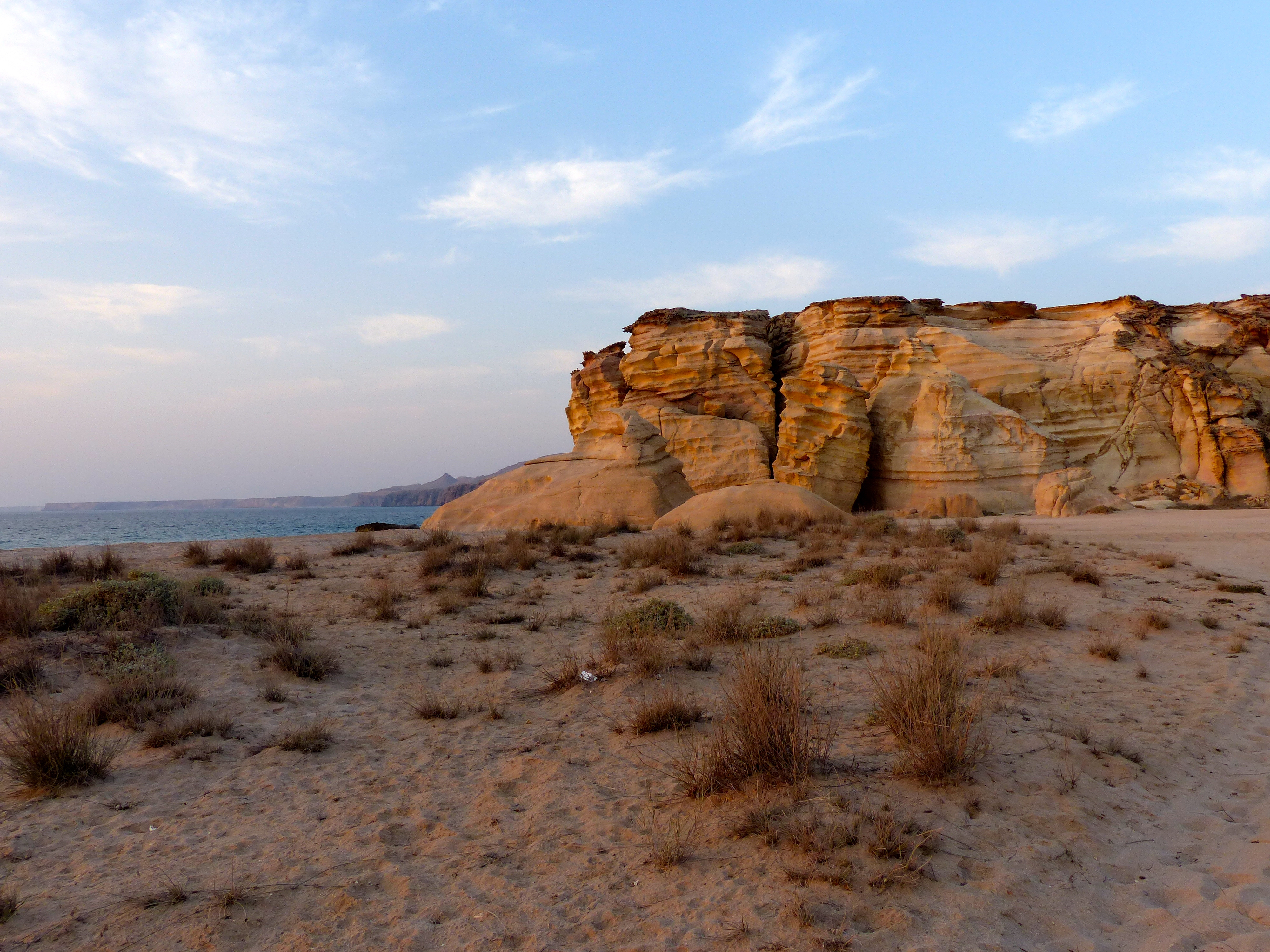
Ras al-Jinz, Oman

Nelle formazioni di mangrovie costiere domina Avicennia marina; nelle savane dell'interno crescono Ziziphus spina-christi, Prosopis cineraria e l'acacia ad ombrello (Acacia tortilis), mentre sui monti vi sono alberi di Ficus cordata salicifolia e Acacia tortilis. Infine, la vegetazione originaria della costa dell'al-Batina è costituita da Acacia tortilis e Prosopis cineraria. Alcune di queste specie sono presenti anche sull'altra sponda del golfo Persico, in Iran.

## Fauna
Sull'isola di Masirah nidifica il maggior numero di tartarughe comuni (Caretta caretta) al mondo, ma lungo queste coste si spingono anche la tartaruga olivacea (Lepidochelys olivacea), la tartaruga verde (Chelonia mydas) e la rara tartaruga embricata (Eretmochelys imbricata). La regione è estremamente ricca di avifauna, tra cui un gran numero di specie che migrano tra l'Asia e l'Africa. Tra le forme endemiche di uccelli vi è una sottospecie di martin pescatore dal collare (Todiramphus chloris). Tra i mammiferi sono presenti il raro leopardo d'Arabia (Panthera pardus nimr), diffuso sui monti, e il tahr d'Arabia (Arabitragus jayakari), così come il caracal (Caracal caracal), ma sono tutti quanti minacciati dal bracconaggio.

## Conservazione
Gli habitat di questa regione sono stati degradati dal pascolo del bestiame, specialmente cammelli e capre. La fascia costiera dell'al-Batina, in Oman, è l'area più densamente popolata del paese ed è intensamente coltivata, soprattutto dalle numerose comunità di beluci di origine pakistana. Tra le aree urbane che sorgono in questa ecoregione vi sono l'antico porto di Mascate, capitale e città più grande dell'Oman, e le città di pescatori di Barka', famosa per i combattimenti di tori, e Sohar, città natale, secondo la leggenda, di Sindbad il marinaio, e la stazione turistica di al-Sawadi. Altre attrazioni turistiche lungo la costa sono gli antichi castelli di Fort Nakhal e Rustaq, le Wahiba Sands e le spiagge di Ras al-Hadd e Ras al Jinz, dove nidificano le tartarughe. Tra le città degli Emirati Arabi che sorgono nell'ecoregione vi sono l'enorme centro finanziario di Dubai e la vicina città di Sharja. Una popolare gita turistica per i visitatori di Dubai è l'escursione nell'enclave di Hatta, sui monti Al Hajar.
Altre minacce per l'ecoregione sono le fuoriuscite di petrolio in mare, il bracconaggio a spese della fauna e l'uso irresponsabile di veicoli fuoristrada nel dune bashing, la corsa sulle dune, in località come Wadi Bani Awf. Tra le aree protette vi sono Ras Al Khor nel Dubai, famosa per i suoi fenicotteri svernanti, e un'area di formazione a mangrovie nella riserva naturale di Khor Kalba; quest'ultima è situata sul golfo di Oman, negli Emirati Arabi, presso il confine con l'Oman.